# Слънгшот
Слънгшот е морски инструмент, състоящ се от тежест или „изстрел“, прикрепен към края на дълъг шнур, често като се навива в центъра на възел, наречен „маймунски юмрук“. Използва се за изхвърляне на тънко въже от едно място на друго, често при акостиране. Краят на шнура е вързан към по-дебелото основно въже.

## Като оръжие
Слънгшот често се използва като импровизирано оръжие. Шнурът е вързан около китката, а тежестта се носи в ръката или джоба.
Най-близките като конструкция и техника подобни исторически и импровизирани оръжия са бойна верига с топуз, млатило (молотило, рус.), болеадорас, гасило (рус. „гасить“ – истреблять, уничтожать), или импровизирано оръжие от сапун в чорап (soapsock,makeshift flail), парче маркуч с болт/ тежест в единия край, паве в торба (ползвано от Жоро Павето) и др.
Китай и Япония
Подобни са били използвани и в Китай и Япония, под други имена и тежестите били прикрепвани в двата края на въже -Kusari-fundo / manrikigusari и други варианти. Вариант, наречен „товар в ръкава“, се състои от тежести, скрити в дълги висящи ръкави.
Робърт ван Гулик заяви в послеписа на книгата си The Will Pattern A Judge Dee Mystery, че през 1935 г., когато е бил в Пекин, му е казано как взетите за „оръжие в ръкава“ предмети улесняват неочаквано бягство за група чужди монахини, застрашени от мафиот по време на антизападно въстание в Китай. Монахините, вярвайки, че ще бъдат убити, вдигнали ръце, за да се помолят. Хората, стоящи най-близо, неправилно идентифицират обемистите предмети в ръкавите им, интерпретирайки ги като опасното оръжие „тежести в ръкава“. Те се отдръпват, отварят пътека през тълпата и монахините избягват. Обемните предмети били техните требници, които монахините обичайно носели в ръкавите на своите одежди.
Съединени щати
Най-забележителният наказателен процес на Ейбрахам Линкълн се е състоял през 1858 г., когато той успешно е защитил „Дъф“ Армстронг по обвинение в убийството на друг със слънгшот. Като оръжие е широко използвано от престъпниците и членовете на уличните банди през 19 век, тъй като имат предимството да бъдат лесни за правене, безшумни и много ефективни, особено срещу нищо неподозиращ противник. Използването като престъпно оръжие продължава поне до началото на 20-те години.
Носенето или опитът да се използва слънгшот е престъпление в щатите Калифорния, Оклахома, Масачузетс, и Мичиган. Това е грубо нарушение в щатите Невада и Вашингтон. В Минесота това може да бъде или нарушение или престъпление, в зависимост от обстоятелствата. Към 2010 г. в щата Ню Хемпшир притежанието на слънгшот носи наказателно преследване. През март 2016 г. Флорида отмени своя дългогодишен закон за провиненията от първа степен, забраняващ носенето на слънгшот. В Тенеси със статут на оръжие се изброява слънгшот (като „слингшот/ прашка“) в списъка си със забранено оръжие.

## Други имена
В английски slungshot понякога неправилно се цитира като прашка (slingshot).

## Допълнителна информация
- Стоун, Джордж Камерън. Речник на конструкцията, декорирането и използването на оръжие и броня, Jack Brussel, New York, NY, 1961, pg. 568.
- Ван Гулик, Робърт: Червеният павилион, Синовете на Чарлз Скрибнер, Ню Йорк, Ню Йорк, 1961 г. (Дискусия за използването на тежести върху вериги в текста на историята)
- Ван Гулик, Робърт: Моделът на върбите, синовете на Чарлз Скрибнър, Ню Йорк, Ню Йорк, 1965 г. Заредените ръкави са обяснени в следсловието.

|  | Тази страница частично или изцяло представлява превод на страницата Slungshot в Уикипедия на английски. Оригиналният текст, както и този превод, са защитени от Лиценза „Криейтив Комънс – Признание – Споделяне на споделеното“, а за съдържание, създадено преди юни 2009 година – от Лиценза за свободна документация на ГНУ. Прегледайте историята на редакциите на оригиналната страница, както и на преводната страница, за да видите списъка на съавторите. ВАЖНО: Този шаблон се отнася единствено до авторските права върху съдържанието на статията. Добавянето му не отменя изискването да се посочват конкретни източници на твърденията, които да бъдат благонадеждни. |